# PURG
PURG (англ. Purine rich element binding protein G) – білок, який кодується однойменним геном, розташованим у людей на короткому плечі 8-ї хромосоми. Довжина поліпептидного ланцюга білка становить 347 амінокислот, а молекулярна маса — 39 556.
| 10         |  | 20         |  | 30         |  | 40         |  | 50         |
| ---------- |  | ---------- |  | ---------- |  | ---------- |  | ---------- |
| MERARRRGGG |  | GGRGRGGKNV |  | GGSGLSKSRL |  | YPQAQHSHYP |  | HYAASATPNQ |
| AGGAAEIQEL |  | ASKRVDIQKK |  | RFYLDVKQSS |  | RGRFLKIAEV |  | WIGRGRQDNI |
| RKSKLTLSLS |  | VAAELKDCLG |  | DFIEHYAHLG |  | LKGHRQEHGH |  | SKEQGSRRRQ |
| KHSAPSPPVS |  | VGSEEHPHSV |  | LKTDYIERDN |  | RKYYLDLKEN |  | QRGRFLRIRQ |
| TMMRGTGMIG |  | YFGHSLGQEQ |  | TIVLPAQGMI |  | EFRDALVQLI |  | EDYGEGDIEE |
| RRGGDDDPLE |  | LPEGTSFRVD |  | NKRFYFDVGS |  | NKYGIFLKVS |  | EVRPPYRNTI |
| TVPFKAWTRF |  | GENFIKYEEE |  | MRKICNSHKE |  | KRMDGRKASG |  | EEQECLD    |

A: Аланін

C: Цистеїн

D: Аспарагінова кислота

E: Глутамінова кислота

F: Фенілаланін

G: Гліцин

H: Гістидин

I: Ізолейцин

K: Лізин

L: Лейцин

M: Метіонін

N: Аспарагін

P: Пролін

Q: Глутамін

R: Аргінін

S: Серин

T: Треонін

V: Валін

W: Триптофан

Кодований геном білок за функцією належить до фосфопротеїнів. 
Задіяний у такому біологічному процесі, як альтернативний сплайсинг. 
Білок має сайт для зв'язування з ДНК. 
Локалізований у ядрі.